# 合法分居
分居協議，或稱為合法分居（legal separation; judicial separation; separate maintenance; divorce a mensa et thoro; divorce from bed-and-board），是法律上的正式分居程序，但兩人的婚姻關係仍然維持。分居協議可由法庭判令或經雙方協議(視各國法律規定而異)。若關係中牽涉子女，分居協議亦會對子女的撫養、照顧及經濟作出暫時安排。因此法庭判令亦會決定子女撫養權。一般的伴侶選擇分居協議作為直接離婚的取代品。
不過分居協議並不一定等於離婚，因為兩人可能會復合，這樣他們不需要再辦理其他手續便可以延續他們的婚姻關係。